# Botanischer Garten Duissern

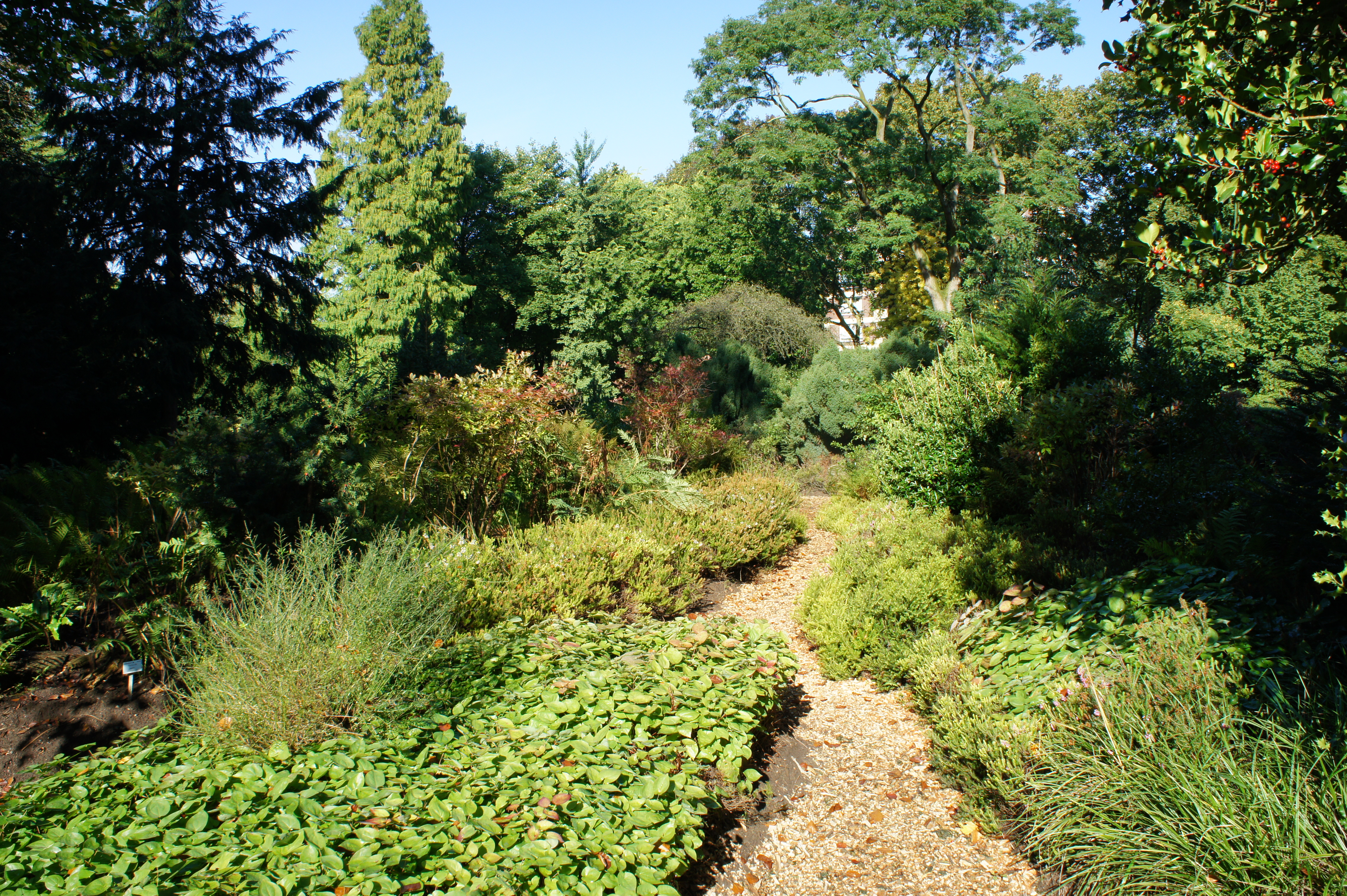
Botanischer Garten 2010

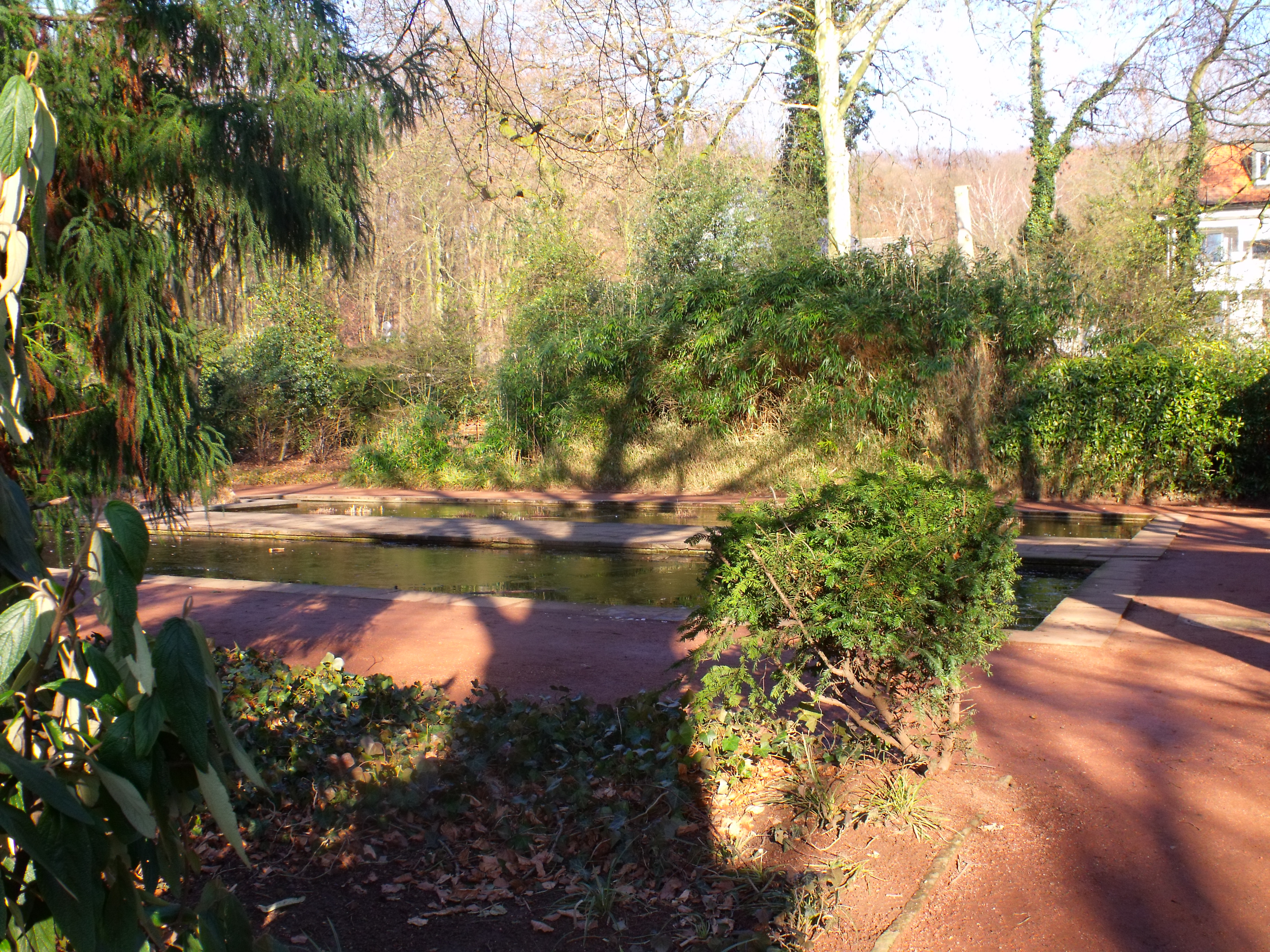
Teich

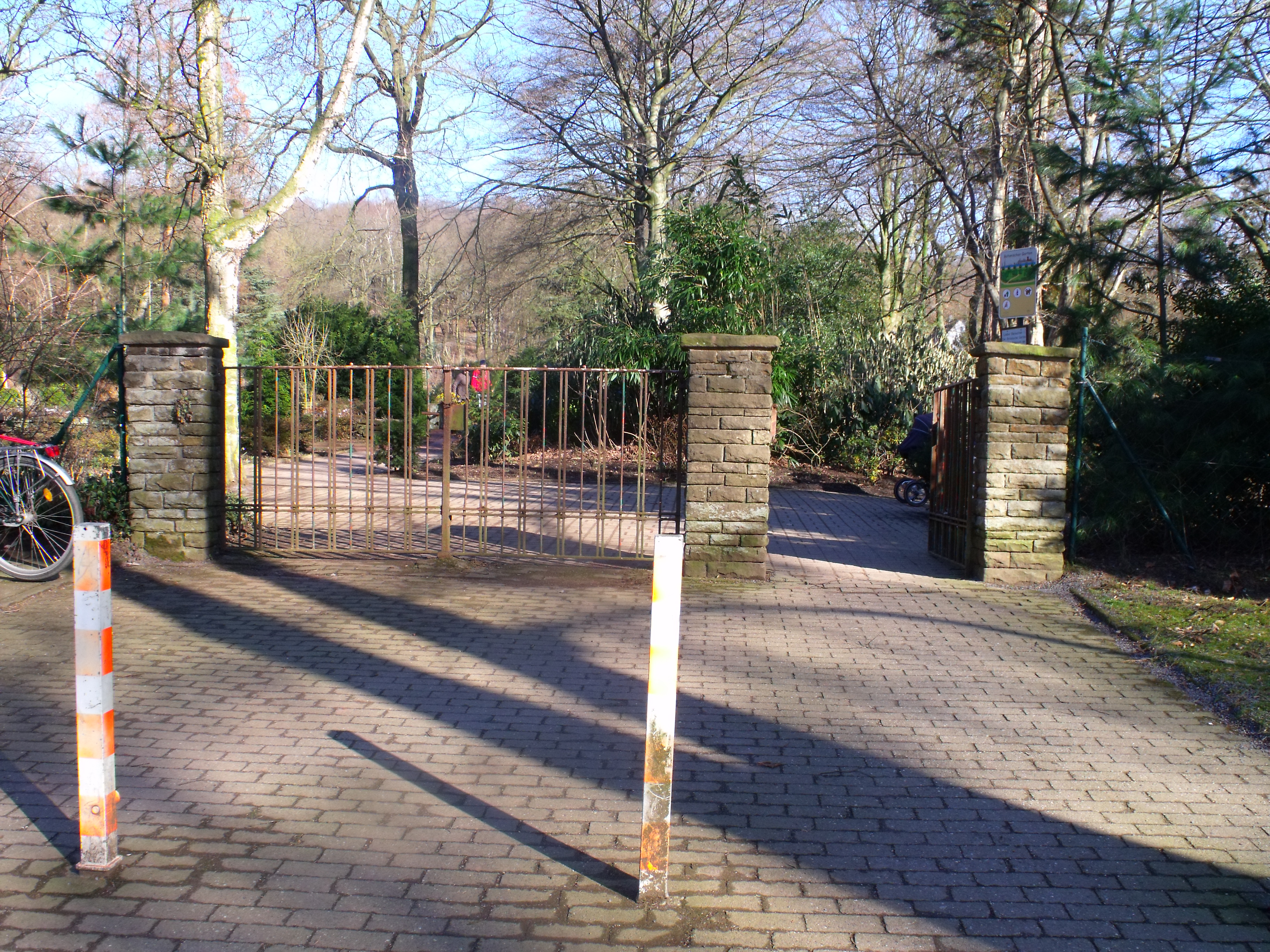
Haupteingang

Der Botanische Garten Duissern liegt am Fuße des Kaiserbergs in Duisburg-Duissern unweit des Duisburger Zoos. Der Besuch ist ganzjährig möglich und kostenlos.  
Die erste Erwähnung des Botanischen Gartens befindet sich 1890 in einem Verwaltungsbericht der Stadt Duisburg. Angelegt wurde er vom Duisserner Verschönerungsverein als Naturkundepark. Bereits in den beiden darauffolgenden Jahren wurde das Gelände auf circa zwei Hektar erweitert, ein Seerosenbecken errichtet und ein Alpengarten angelegt. Auch heute noch liegen die Schwerpunkte auf dem Alpinum und dem Heidegarten, die Teichanlage mit Goldfischen und Seerosen ist ebenfalls erhalten geblieben. Außerdem gibt es Bereiche mit Arznei- und Gewürzpflanzen (Apothekergarten), Rosenbeete und einen Naturgarten. Auch Mammutbäume oder Ginkgos sind zu finden. 
Der Haupteingang liegt an der Schweizer Straße, deswegen und wegen des Alpinums wird er auch Botanischer Garten Schweizer Straße genannt.  
Ab 1893 wurden Samen und Pflanzenteile aus dem Park mit anderen botanischen Gärten getauscht und ein jährliches Samenverzeichnis herausgegeben. 
Im Zweiten Weltkrieg wurde der Garten in großen Teilen zerstört, danach zunächst als Grabeland genutzt und bis 1956 wieder aufgebaut. 
In der Parkanlage finden auch Kunstaktionen, Konzerte, Lesungen und botanische Führungen statt.
Seit 2012 wird der Garten durch die Stadt Duisburg umgebaut. Die Arbeiten finden in zwei Bauabschnitten statt, die Anlage bleibt weiterhin für Besucher geöffnet. Maßnahmen sind unter anderem der Neubau des Bienenhauses und Sitzplatzes, die Überarbeitung der Teiche, Neuanlage und Neugliederung von Beeten. Die Neugestaltung des Haupteingangs ist weitestgehend abgeschlossen. 